# St. Peter (Wilhelmshaven)

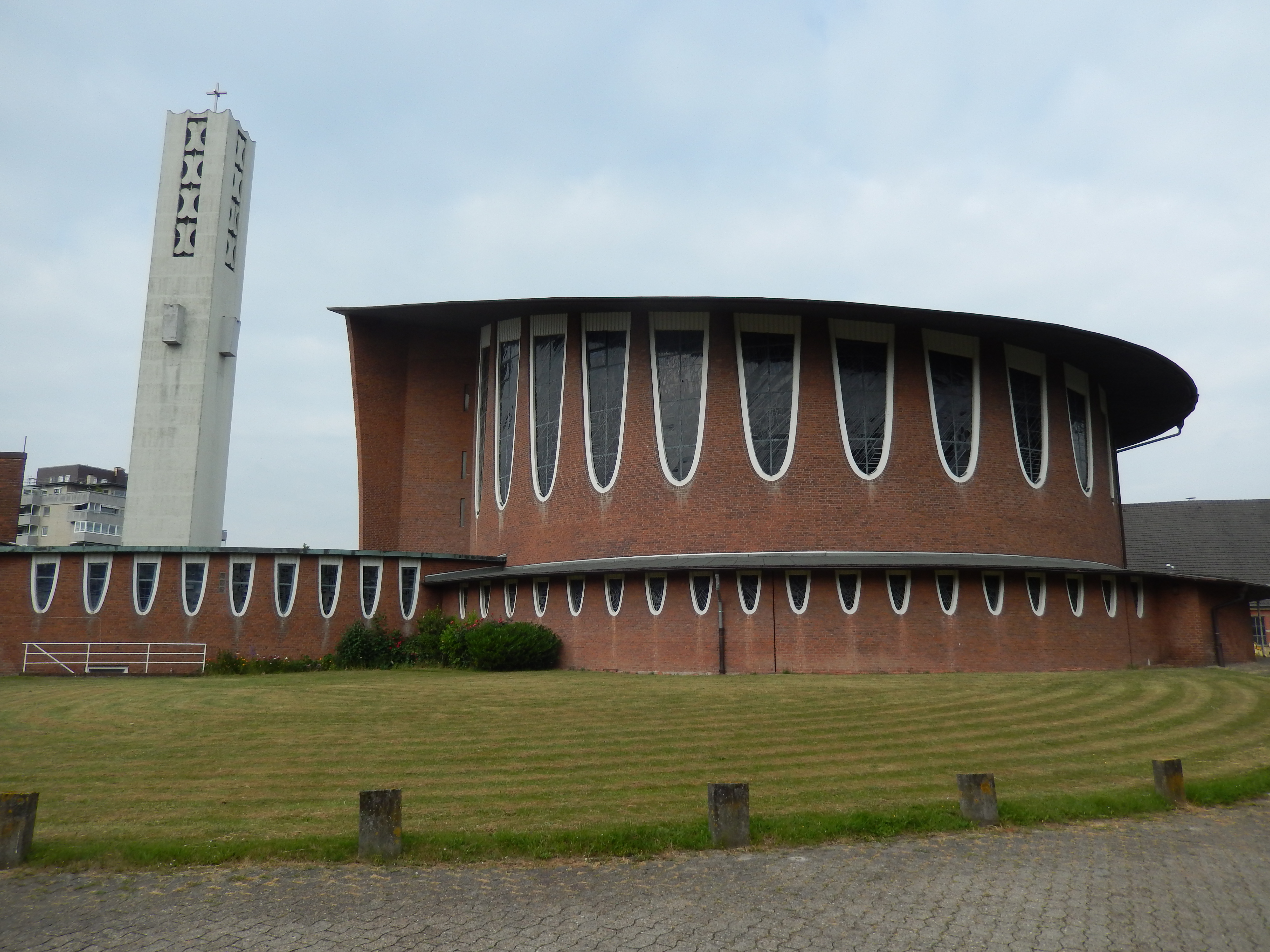
Kath. Kirche St. Peter in Wilhelmshaven

St. Peter ist eine römisch-katholische Filialkirche der Pfarrei St. Willehad (Wilhelmshaven). Sie steht unter dem Patrozinium des Apostels Petrus. Das Gotteshaus in der niedersächsischen Stadt Wilhelmshaven gehört zum Bistum Münster, ist eine Saalkirche im Stil der Moderne und bietet 650 Gläubigen Platz.

## Geschichte
Schon in der Kaiserzeit war Wilhelmshaven ein wichtiger Kriegshafen. Für die katholischen Marinesoldaten und deren Familien stand bis 1886 nur die St.-Marien-Kirche zur Verfügung. Die in den Jahren 1899 bis 1901 erbaute Garnisonkirche St. Petrus musste 1938 wegen Bauschäden (nach einer Grundwassersenkung) geschlossen werden. Im Zweiten Weltkrieg wurde dieses Gotteshaus vollends zerstört. Weil in Wilhelmshaven nach der Einführung der Bundeswehr 1955/56 erneut ein Marinestützpunkt entstand, war der Bau einer neuen katholischen Garnisonkirche notwendig.
Die nach den Plänen des Architekten Ludger Sunder-Plaßmann (Cloppenburg) in den Jahren 1965/67 gebaute Kirche wurde am 29. Juni 1968 durch Bischof Laurenz Böggering geweiht und erhielt den Namen „St. Peter“. Das Gotteshaus in Wilhelmshaven ist nicht nur für Marinesoldaten und deren Angehörige offen, sondern vor allem für die Katholiken im Stadtteil Heppens. Das Kirchengebäude aus roten Backsteinen ist ein moderner Rundbau mit Seiten- und Sakramentskapelle und einem freistehenden 65 Meter hohen Glockenturm. 1967 wurde aus dem Seelsorgebezirk St. Peter ein unabhängiges Pfarrrektorat und 1972 eine eigene Pfarrei.
Durch Fusion entstand am 24. Februar 2008 die neue Kirchengemeinde St. Willehad Wilhelmshaven, Sande, Roffhausen mit der Hauptkirche St. Willehad (Wilhelmshaven). Dazu gehörten auch die Filialkirchen St. Peter, St. Marien und Christus König in Wilhelmshaven sowie St. Joseph (Roffhausen) und St. Bonifatius (Sande).
Am 1. Januar 2024 schlossen sich die Pfarreien St. Willehad (Wilhelmshaven), St. Marien (Brake), St. Benedikt (Jever), St. Bonifatius (Varel), St. Willehad (Wangerooge) sowie St. Willehad (Nordenham) zusammen zum Katholischen Kirchengemeindeverband „Pastoraler Raum Wilhelmshaven“.

## Glocken
Im Kirchturm von St. Peter hängen die folgenden zwei Bronzeglocken, die in Gescher gegossen wurden.
- Glocke 1: Schlagton: h1; Ø 81 cm; Gießerei: Petit & Edelbrock; Gussjahr: 1977
- Glocke 2: Schlagton: a2; Ø 67 cm; Gießerei: Petit & Edelbrock; Gussjahr: 1977[6]

## Orgel
Die 1901 von der Firma E. F. Walcker & Cie. (Ludwigsburg) für die Garnisonkirche gebaute Orgel (II+P/17) wurde 1945 im Krieg zerstört. 1999 stellte Heiko Lorenz von Orgelbau Alfred Führer (Wilhelmshaven) die 1964 von der Firma Schmidt & Thiemann (Hannover) ursprünglich für die evangelische Markuskirche Hildesheim geschaffene einfache Orgel (I+P/7) in St. Peter auf. Heiko Lorenz (Wilhelmshaven) reparierte 2005 die Traktur dieser Orgel.
Das Schleifladen-Instrument hat 7 Register und besitzt ein Manual (C - f3) sowie ein Pedal (C - f1). Die Spieltraktur und die Registertraktur sind mechanisch.